# Drepanosticta robusta
Drepanosticta robusta – gatunek ważki z rodziny Platystictidae. Znany z pojedynczego okazu samca i również pojedynczego okazu należącej prawdopodobnie do tego samego gatunku samicy; odłowiono je w 1922 roku na wyspie Kai Besar (archipelag Moluków, Indonezja).